# Władysław Bartoszewski

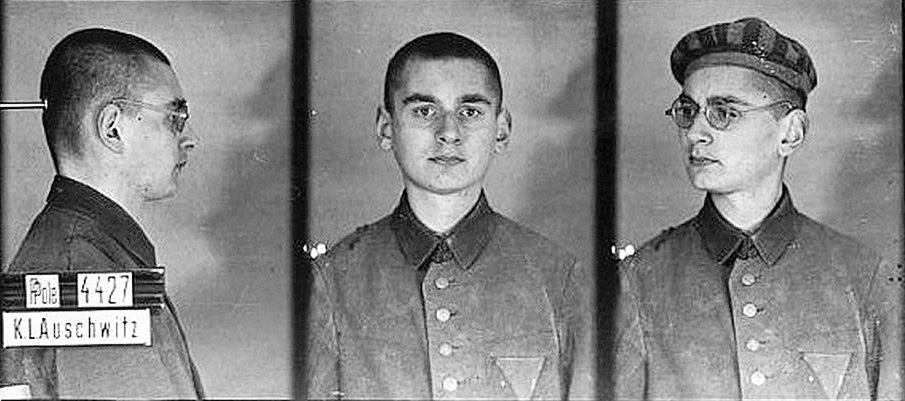
Władysław Bartoszewski jako więzień KL Auschwitz (1940)

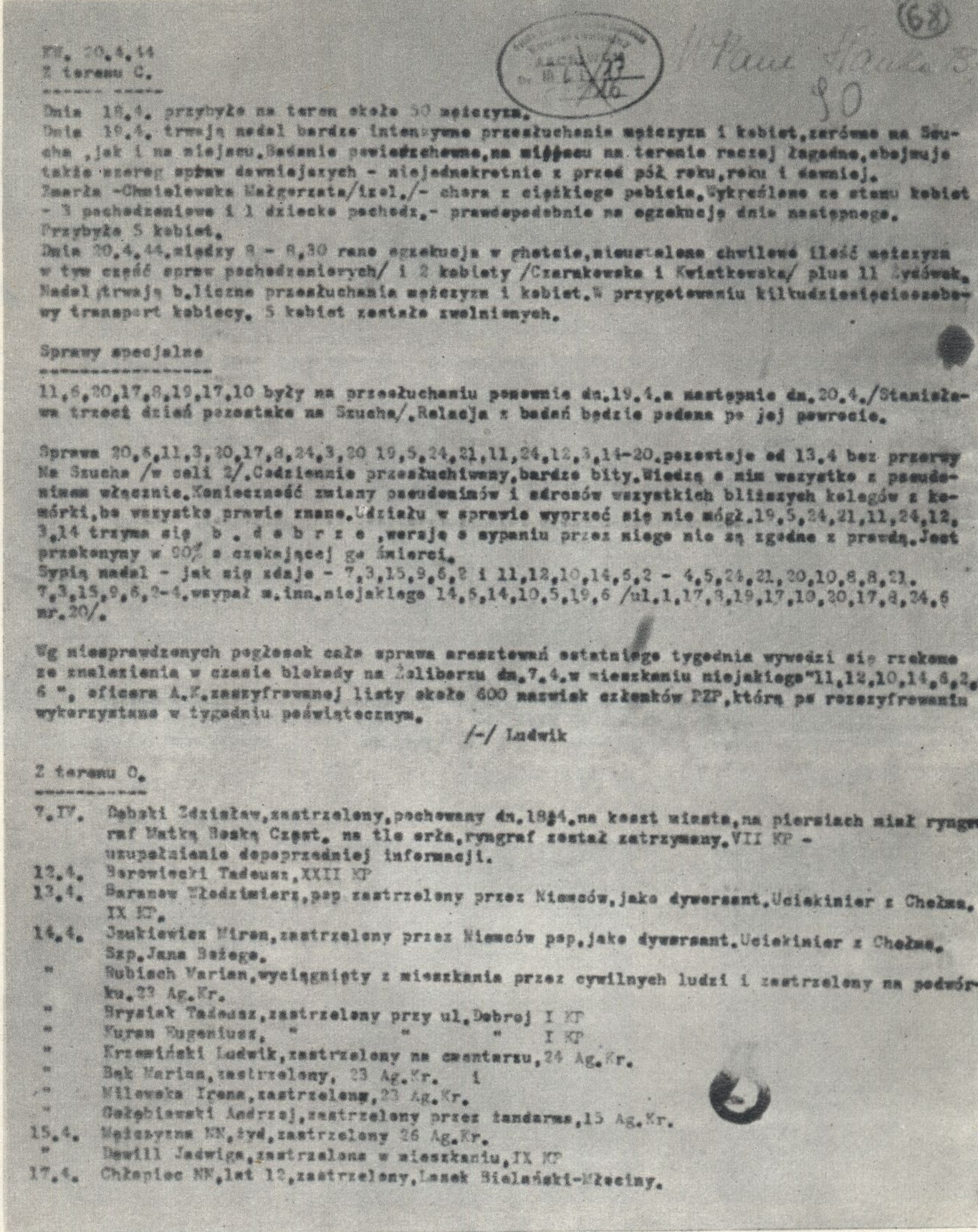
Jeden z raportów komórki więziennej Delegatury Rządu na Kraj, sporządzony przez Władysława Bartoszewskiego w 1944

Władysław Bartoszewski, ps. „Ludwik”, „Teofil” (ur. 19 lutego 1922 w Warszawie, zm. 24 kwietnia 2015 tamże) – polski historyk, publicysta, dziennikarz, pisarz, działacz społeczny, wykładowca akademicki, polityk oraz dyplomata.
Więzień Auschwitz, działacz Polskiego Państwa Podziemnego, członek prezydium Rady Pomocy Żydom przy Delegaturze Rządu na Kraj, podporucznik Armii Krajowej, uczestnik powstania warszawskiego. W latach 1990–1995 ambasador RP w Austrii, w 1995 oraz w latach 2000–2001 minister spraw zagranicznych, w latach 1997–2001 senator IV kadencji, w latach 2001–2015 przewodniczący Rady Ochrony Pamięci Walk i Męczeństwa, w latach 2007–2015 sekretarz stanu w Kancelarii Prezesa Rady Ministrów. Kawaler Orderu Orła Białego, Sprawiedliwy wśród Narodów Świata.

## Życiorys

### Wykształcenie i działalność naukowa
Był absolwentem Gimnazjum im. św. Stanisława Kostki w Warszawie (1937) oraz Liceum Humanistycznego Towarzystwa Wychowawczo-Oświatowego „Przyszłość” w Warszawie. Maturę zdał w 1939. Od października 1941 do początku 1944 studiował polonistykę na tajnym Wydziale Humanistycznym Uniwersytetu Warszawskiego. W grudniu 1948 został przyjęty na trzeci rok polonistyki na Wydziale Humanistycznym UW. Studia zostały przerwane aresztowaniem w grudniu 1949 i pięcioletnim pobytem w więzieniu. W listopadzie 1958 został przyjęty na studia polonistyczne na Wydziale Filologicznym UW w trybie eksternistycznym. Złożył na ręce profesora Juliana Krzyżanowskiego pracę magisterską, jednak decyzją rektora UW Stanisława Turskiego został w październiku 1962 skreślony z listy studentów.
W latach 1973–1982 i 1984–1985 prowadził, jako starszy wykładowca, wykłady historii najnowszej (ze szczególnym uwzględnieniem wojny i okupacji) w Katedrze Historii Nowożytnej Polski na Wydziale Nauk Humanistycznych Katolickiego Uniwersytetu Lubelskiego.
W latach 1983–1984 i 1986–1988 był profesorem wizytującym w Instytucie Nauk Politycznych Wydziału Nauk Społecznych Uniwersytetu Ludwika i Maksymiliana w Monachium (na tej uczelni także w Instytucie Nauki o Mediach w latach 1989–1990). Między 1984 a 1986 gościnnie wykładał na Katolickim Uniwersytecie Eichstätt-Ingolstadt. Od 1988 do 1989 wykładał w katedrze nauk politycznych na wydziale filozoficznym Uniwersytetu w Augsburgu.

### II wojna światowa i okupacja
W czasie kampanii wrześniowej (1939) uczestniczył w cywilnej obronie Warszawy jako noszowy. Od maja 1940 pracował w administracji Przychodni Społecznej nr 1 Polskiego Czerwonego Krzyża w Warszawie. 19 września 1940 został zatrzymany na Żoliborzu w masowej obławie zorganizowanej przez okupantów niemieckich. Od 22 września 1940 był więźniem niemieckiego obozu koncentracyjnego Auschwitz (numer obozowy 4427). Z obozu został zwolniony 8 kwietnia 1941 dzięki działaniom Polskiego Czerwonego Krzyża.
Po opuszczeniu obozu, za pośrednictwem Hanny Czaki, nawiązał kontakt ze Związkiem Walki Zbrojnej. Wydziałowi Informacji Biura Informacji i Propagandy Komendy Głównej Związku Walki Zbrojnej przekazał w lecie 1941 sprawozdanie ze swojego pobytu w obozie. W lecie 1942 włączył się w działalność Frontu Odrodzenia Polski – konspiracyjnej katolickiej organizacji społeczno-wychowawczej i charytatywnej, kierowanej przez Zofię Kossak. Również w 1942 zaczął publikować na łamach prasy podziemnej. 
W sierpniu 1942 został żołnierzem Armii Krajowej. Pracował jako referent w Podwydziale „P” Wydziału Informacji Biura Informacji i Propagandy Komendy Głównej AK pod pseudonimem „Teofil” (inspiracją dla przyjęcia pseudonimu była postać Teofila Grodzickiego – bohatera powieści Jana Parandowskiego Niebo w płomieniach). W dwuosobowym referacie „P-1” Podwydziału „P” współpracował z Kazimierzem Moczarskim. Od września 1942 zaangażował się z ramienia FOP w działalność Tymczasowego Komitetu Pomocy Żydom „Żegota” (od 4 grudnia 1942 działającego jako Rada Pomocy Żydom przy Delegacie Rządu RP na Kraj); był członkiem „Żegoty” do wybuchu powstania warszawskiego. Był pracownikiem Komórki Więziennej Wydziału Bezpieczeństwa Departamentu Spraw Wewnętrznych Delegatury Rządu na Kraj.
Od listopada 1942 do września 1943 pracował jako sekretarz redakcji katolickiego miesięcznika „Prawda”, organu prasowego FOP, zaś od jesieni 1942 do wiosny 1944 był redaktorem naczelnym katolickiego miesięcznika „Prawda Młodych”, związanego z Frontem Odrodzenia Polski, a skierowanego do młodzieży akademickiej i licealnej. W listopadzie 1942 został zastępcą kierownika Komórki Więziennej Wydziału Bezpieczeństwa Departamentu Spraw Wewnętrznych Delegatury Rządu na Kraj, która zajmowała się organizowaniem pomocy dla więźniów, m.in. osadzonych na Pawiaku. W lutym 1943 rozpoczął pracę na stanowisku referenta informacyjnego i zastępcy kierownika Referatu Żydowskiego Departamentu Spraw Wewnętrznych Delegatury Rządu na Kraj Witolda Bieńkowskiego ps. „Wencki”. W ramach działalności w „Żegocie” i Referacie Żydowskim zajmował się współorganizowaniem pomocy dla uczestników powstania w getcie warszawskim w kwietniu 1943.
Od 1 sierpnia 1944 uczestniczył w powstaniu warszawskim. Był adiutantem dowódcy placówki informacyjno-radiowej „Anna” Kazimierza Ostrowskiego i redaktorem naczelnym czasopisma „Wiadomości z Miasta i Wiadomości Radiowe”. 20 września rozkazem komendanta Okręgu Warszawa AK, Antoniego Chruściela „Montera”, odznaczono go Srebrnym Krzyżem Zasługi z Mieczami (na wniosek pułkownika Jana Rzepeckiego, szefa Biura Informacji i Propagandy Komendy Głównej Armii Krajowej). 1 października został mianowany przez dowódcę AK, generała Tadeusza Komorowskiego „Bora”, na stopień podporucznika (również na wniosek Jana Rzepeckiego), a 4 października odznaczony Krzyżem Walecznych.
Opuścił Warszawę po kapitulacji powstania 7 października 1944. Działalność konspiracyjną kontynuował w Biurze Informacji i Propagandy KG AK w Krakowie. Od listopada 1944 do stycznia 1945 pełnił funkcję sekretarza redakcji „Biuletynu Informacyjnego”. Pod koniec lutego 1945 powrócił do Warszawy, gdzie rozpoczął służbę w pionie informacyjno-propagandowym organizacji NIE.

### Działalność w Polsce Ludowej

#### Okres stalinowski

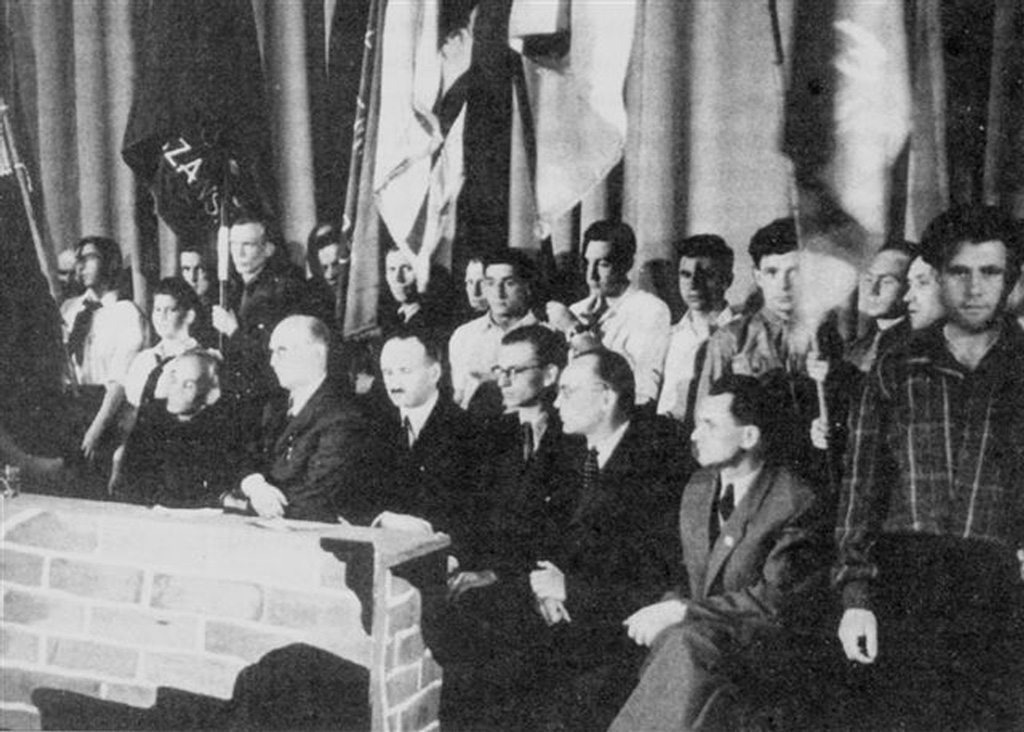
Działacze Żegoty w kwietniu 1946. Od prawej: Piotr Gajewski, Marek Ferdynand Arczyński, Władysław Bartoszewski, Adolf Berman i Tadeusz Rek

Od maja do sierpnia 1945 służył w Oddziale VI sztabu Delegatury Sił Zbrojnych na Kraj (ds. informacji i propagandy). Jego przełożonym był Kazimierz Moczarski. 10 października 1945 przed komisją likwidacyjną AK dla obszaru centralnego ujawnił fakt służby w Armii Krajowej.
Jesienią 1945 podjął współpracę z Instytutem Pamięci Narodowej przy Prezydium Rady Ministrów oraz z Główną Komisją Badania Zbrodni Niemieckich w Polsce, w czym bardzo pomocne okazywały się zebrane przez niego w okresie okupacji informacje o zbrodniach niemieckich, sytuacji w obozach koncentracyjnych i więzieniach oraz o zagładzie Żydów.
W lutym 1946 rozpoczął pracę w redakcji „Gazety Ludowej” (centralnego organu prasowego Polskiego Stronnictwa Ludowego, kierowanego przez Stanisława Mikołajczyka), na czele której stał Zygmunt Augustyński. Wkrótce wstąpił w szeregi PSL, które było w tym czasie jedynym liczącym się ugrupowaniem opozycyjnym wobec władz komunistycznych. We wrześniu 1946 został wybrany do zarządu powiatowego partii w Warszawie-Śródmieściu. W tekstach publikowanych w „Gazecie Ludowej” przypominał wybitne postaci Polskiego Państwa Podziemnego (wywiad ze Stefanem Korbońskim, sprawozdanie z pogrzebu Jana Piekałkiewicza) i wydarzenia związane z walką o wyzwolenie kraju (cykl szkiców o powstaniu warszawskim pt. Dni walczącej stolicy).
W związku z działalnością w opozycyjnym PSL został wkrótce poddany represjom przez organy bezpieczeństwa. 15 listopada 1946 pod fałszywym zarzutem szpiegostwa został aresztowany i uwięziony w siedzibie Ministerstwa Bezpieczeństwa Publicznego. W grudniu przeniesiono go do więzienia przy ul. Rakowieckiej, skąd został zwolniony 10 kwietnia 1948 dzięki pomocy Zofii Rudnickiej, pracującej w Ministerstwie Sprawiedliwości byłej kierowniczki biura „Żegoty”. Ponownie aresztowano go 14 grudnia 1949. Więziony był w budynku MBP oraz w więzieniu przy ul. Rakowieckiej. 29 maja 1952 został skazany przez Wojskowy Sąd Rejonowy w Warszawie na karę 8 lat pozbawienia wolności za szpiegostwo. Akt oskarżenia podpisała podpułkownik Helena Wolińska. W kwietniu 1954 przeniesiono go do więzienia w Rawiczu, a w czerwcu do więzienia w Raciborzu. Ze względu na zły stan zdrowia został w sierpniu 1954 zwolniony na roczną przerwę w odbywaniu kary. 2 marca 1955 orzeczeniem Najwyższego Sądu Wojskowego został uznany za niesłusznie skazanego. Powrócił następnie do działalności publicystycznej, w sierpniu 1955 obejmując kierownictwo redakcji wydawnictw fachowych Stowarzyszenia Bibliotekarzy Polskich. Od sierpnia 1955 był rozpracowywany przez służby specjalne władz komunistycznych.

#### Działalność od 1956
Od lipca 1956 publikował teksty w tygodniku „Stolica”, od stycznia 1957 był członkiem redakcji, a od lata 1958 do grudnia 1960 był tamże sekretarzem redakcji. Od lipca do września 1956 opublikował serię artykułów na temat powstania warszawskiego w tygodniku „Świat”. W sierpniu 1957 podjął współpracę z „Tygodnikiem Powszechnym”.
18 kwietnia 1963 został odznaczony Krzyżem Kawalerskim Orderu Odrodzenia Polski za pomoc udzielaną Żydom w trakcie wojny (na wniosek Żydowskiego Instytutu Historycznego). Od września do listopada 1963 przebywał w Izraelu na zaproszenie Instytutu Pamięci Męczenników i Bohaterów Holocaustu (Jad Waszem), gdzie w imieniu Rady Pomocy Żydom „Żegota” odebrał odznaczenie Sprawiedliwy wśród Narodów Świata. Indywidualne odznaczenie Sprawiedliwy wśród Narodów Świata otrzymał w 1966.
Od listopada do grudnia 1963 przebywał w Austrii, gdzie nawiązał liczne kontakty z austriackimi środowiskami intelektualnymi i politycznymi. W listopadzie 1963 rozpoczął współpracę z Radiem Wolna Europa. W kolejnych latach podróżował do Niemiec Zachodnich, Wielkiej Brytanii, Włoch, Izraela, a także do Stanów Zjednoczonych, gdzie kontaktował się zwłaszcza z przedstawicielami polskiej emigracji (m.in. z Janem Nowakiem-Jeziorańskim, Adamem i Lidią Ciołkoszami, Janem Karskim, Czesławem Miłoszem czy Gustawem Herlingiem-Grudzińskim). Od maja 1966 był rozpracowywany przez Wydział II Departamentu III Ministerstwa Spraw Wewnętrznych.
Od 1969 do 1973 był prezesem Oddziału Warszawskiego Towarzystwa Przyjaciół Książki, a w grudniu 1969 został wybrany do zarządu polskiego PEN Clubu. Między 1972 a 1983 pełnił funkcję sekretarza generalnego polskiego PEN Clubu. Był uczestnikiem I Kongresu Kultury Polskiej 11 i 12 grudnia 1981, przerwanego przez wprowadzenie stanu wojennego. Od lipca 1982 wchodził w skład zespołu „Tygodnika Powszechnego” (zrezygnował w grudniu 2007 po zmianach personalnych w redakcji pisma). W 1984 został członkiem rzeczywistym Instytutu Józefa Piłsudskiego w Ameryce, a w 1986 jednym z wiceprezesów Instytutu dla Studiów Polsko-Żydowskich w Oksfordzie. 1 stycznia 1986 prezydent RP na uchodźstwie, Edward Raczyński, odznaczył go Krzyżem Komandorskim z Gwiazdą Orderu Odrodzenia Polski (za całokształt działalności w służbie Polsce w czasie wojny i po wojnie, a w szczególności za opracowania historyczne i za działalność w sprawach polsko-żydowskich).
Uczestniczył w wielu międzynarodowych konferencjach i sympozjach poświęconych problematyce II wojny światowej, zagłady Żydów, stosunków polsko-niemieckich i polsko-żydowskich oraz roli intelektualistów w polityce. Wygłosił szereg odczytów i referatów na różnorodnych forach międzynarodowych.

#### Działalność opozycyjna
W 1970 w związku z aktywną działalnością opozycyjną i licznymi kontaktami w krajach zachodnich został objęty zakazem druku w Polsce (do jesieni 1974) oraz poddany innym represjom (rewizje, odmowy wydania paszportu, rozpowszechnianie fałszywek; w latach 1971 i 1972–1973 objęty śledztwami prokuratorskimi). W 1974 zaangażował się w działalność zmierzającą do ułaskawienia skazanych członków organizacji „Ruch” (m.in. Stefana Niesiołowskiego, Andrzeja i Benedykta Czumów). Współpracował z Polskim Porozumieniem Niepodległościowym. Od 1978 był członkiem i wykładowcą Towarzystwa Kursów Naukowych.
W okresie wydarzeń sierpniowych w 1980 był sygnatariuszem skierowanego do władz komunistycznych apelu 64 naukowców, literatów i publicystów o podjęcie dialogu ze strajkującymi robotnikami. W latach 1980–1981 był członkiem Niezależnego Samorządnego Związku Zawodowego „Solidarność”. W grudniu 1980 znalazł się wśród założycieli Komitetu Obrony Więzionych za Przekonania przy Komisji Krajowej NSZZ „Solidarność”. Po wprowadzeniu stanu wojennego 13 grudnia 1981 został internowany – początkowo w Areszcie Śledczym w Warszawie-Białołęce, a następnie w ośrodku internowania w Jaworzu na poligonie drawskim. Z internowania zwolniono go 3 maja 1982. Po zwolnieniu pozostawał w kontakcie z władzami, m.in. prowadził wielokrotne rozmowy z ministrem spraw wewnętrznych Czesławem Kiszczakiem.
W 1984 w Radiu Wolna Europa przez kilkadziesiąt dni prowadził codzienny program dokumentalny poświęcony powstaniu warszawskiemu pt. Dni Walczącej Stolicy.

### Działalność w III RP

#### Działalność polityczna

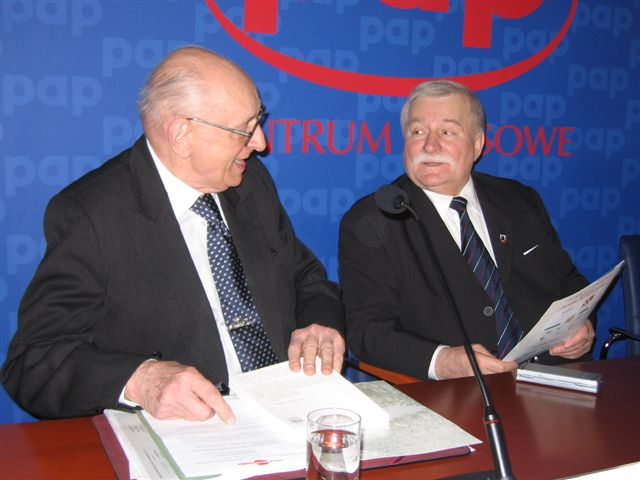
Władysław Bartoszewski i Lech Wałęsa, konferencja poświęcona 25-leciu stanu wojennego w Polsce (2006)

Od września 1990 do marca 1995 pełnił funkcję ambasadora RP w Austrii. W 1995 był ministrem spraw zagranicznych w rządzie Józefa Oleksego (jako tzw. minister prezydencki, desygnowany przez Lecha Wałęsę).
28 kwietnia 1995, podczas uroczystej sesji Bundestagu i Bundesratu w Bonn z okazji 50. rocznicy zakończenia II wojny światowej, jako jedyny zagraniczny mówca wystąpił z ponad godzinnym przemówieniem.
22 grudnia 1995 podał się do dymisji w związku z zakończeniem pełnienia funkcji prezydenta przez Lecha Wałęsę. Ponownie sprawował urząd szefa dyplomacji od czerwca 2000 do października 2001 w rządzie Jerzego Buzka. W latach 1997–2001 zasiadał w Senacie IV kadencji. Został wybrany z listy Unii Wolności w województwie warszawskim, przy czym formalnie do tej partii nigdy nie należał. Przewodniczył Komisji Spraw Zagranicznych i Komisji Integracji Europejskiej; jako marszałek senior przewodniczył inauguracyjnemu posiedzeniu Senatu.
5 lipca 2006 podpisał list otwarty ministrów spraw zagranicznych III RP krytykujących odwołanie szczytu Trójkąta Weimarskiego. Szczyt z udziałem prezydenta Polski, Francji i Niemiec został odwołany na krótko przed terminem, oficjalnie z powodu choroby Lecha Kaczyńskiego. Publikacja listu wywołała krytykę polityków rządzącej koalicji oraz prezydenta.
9 października 2007 został przewodniczącym komitetu honorowego Platformy Obywatelskiej przed przedterminowymi wyborami parlamentarnymi w tym samym roku. W czasie kampanii wyborczej i tuż po niej wygłosił szereg ostrych, krytycznych wypowiedzi dotyczących rządzącej partii Prawo i Sprawiedliwość, a w szczególności o prowadzonej przez rząd Jarosława Kaczyńskiego polityce zagranicznej.
20 listopada 2007 został przez premiera Donalda Tuska powołany na sekretarza stanu w Kancelarii Prezesa Rady Ministrów i pełnomocnika Prezesa Rady Ministrów do spraw dialogu międzynarodowego. Pracę na tym stanowisku rozpoczął 21 listopada 2007. Pozostał na tej funkcji również w drugim gabinecie Donalda Tuska oraz w rządzie Ewy Kopacz, pełniąc ją aż do czasu swojej śmierci.
Był członkiem komitetu poparcia Bronisława Komorowskiego przed wyborami prezydenckimi w 2010 i w 2015, a także współzałożycielem jego komitetu wyborczego w 2015.

#### Działalność społeczna i naukowa

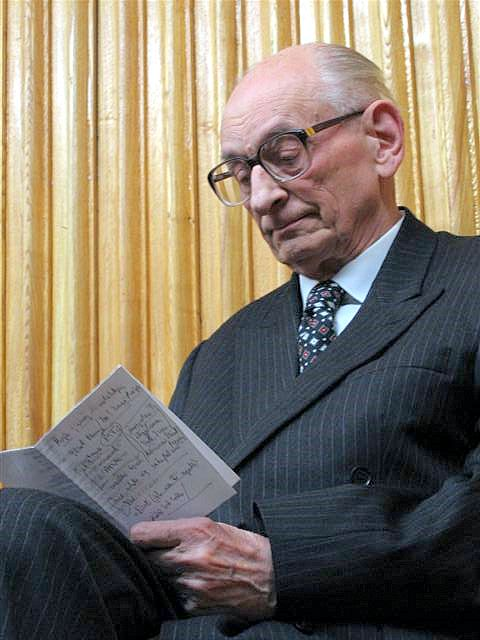
Władysław Bartoszewski w Polskim PEN Clubie w 2005

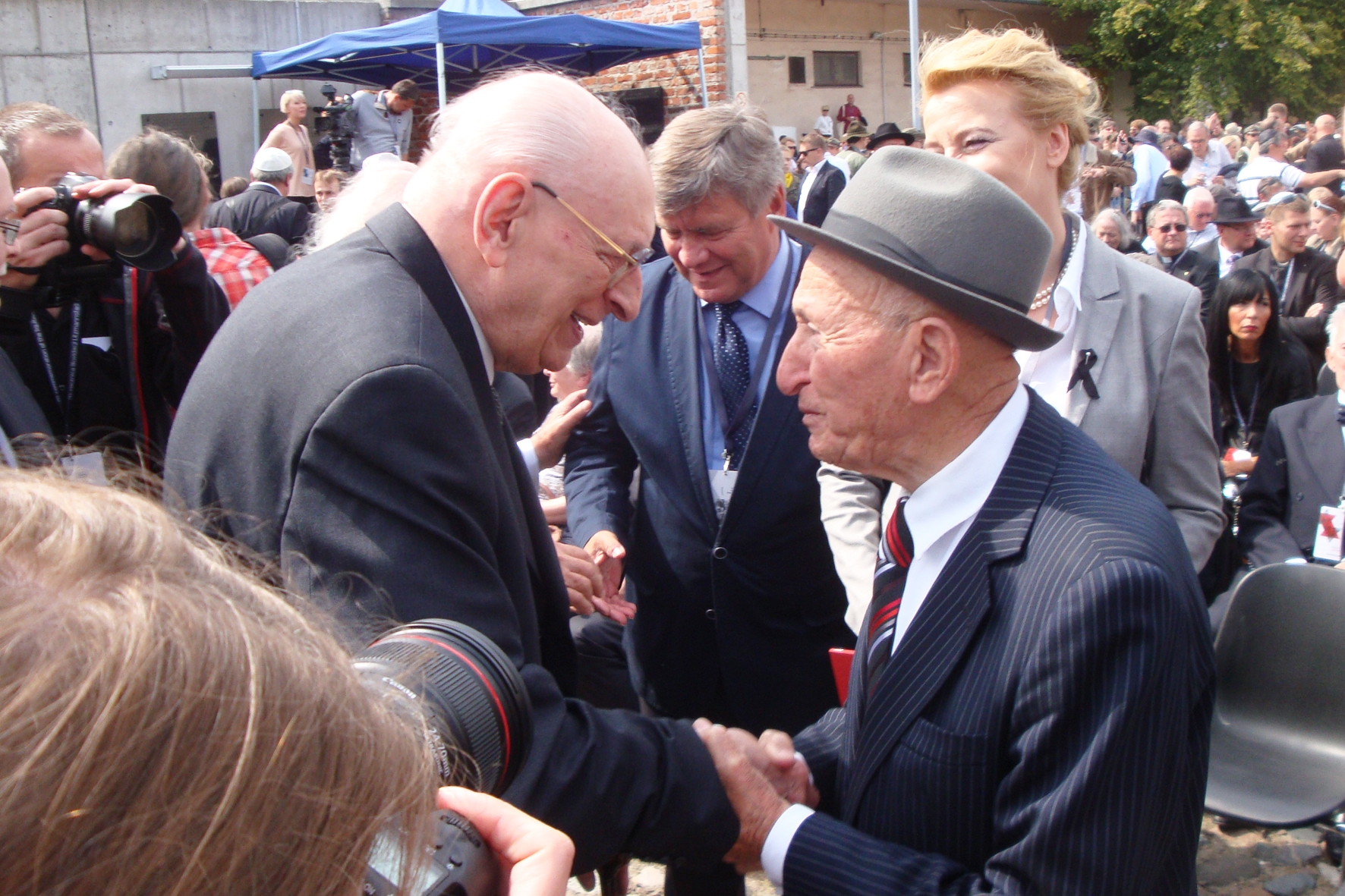
Władysław Bartoszewski i Jehuda Widawski na Stacji Radegast w 70. rocznicę likwidacji Ghetto Litzmannstadt (2014)

W latach 1990–2000 był przewodniczącym Międzynarodowej Rady Państwowego Muzeum Auschwitz-Birkenau w Oświęcimiu, a w latach 2000–2014 był przewodniczącym Międzynarodowej Rady Oświęcimskiej. W latach 1991–1995 był członkiem Rady ds. Stosunków Polsko-Żydowskich przy prezydencie RP. Od marca 1995 był wiceprezesem Polskiego PEN Clubu, w latach 2001–2010 prezesem, następnie został prezesem honorowym. W kwietniu 1998 został członkiem Rady Kuratorów Zakładu Narodowego im. Ossolińskich.
9 maja 2000 powołany przez prezydenta Aleksandra Kwaśniewskiego w skład Kapituły Orderu Orła Białego. Kapituła tego orderu wybrała go 14 lutego 2001 na funkcję sekretarza. Zrezygnował z tej funkcji w maju 2007, w okresie prezydentury Lecha Kaczyńskiego. 25 lutego 2011 powołany przez prezydenta Bronisława Komorowskiego po raz drugi w skład Kapituły Orderu Orła Białego, a następnie przez członków kapituły 10 marca 2011 wybrany na funkcję kanclerza Orderu Orła Białego.
Był przewodniczącym Rady Powierniczej Zamku Królewskiego w Warszawie oraz członkiem Komisji Historii i Kultury Żydów przy Polskiej Akademii Umiejętności. Od czerwca 2001 pełnił funkcję przewodniczącego Rady Ochrony Pamięci Walk i Męczeństwa. 27 stycznia 2005, w 60. rocznicę wyzwolenia obozu koncentracyjnego Auschwitz-Birkenau, przemawiał na oficjalnych uroczystościach rocznicowych jako przedstawiciel polskich więźniów obozu. W 2009 zainicjował powstanie Fundacji Auschwitz-Birkenau i został przewodniczącym jej rady. Należał do orędowników pojednania polsko-żydowskiego oraz polsko-niemieckiego, a jednocześnie przez swoją działalność publicystyczną i naukową dbał o zachowanie pamięci o dziedzictwie Polskiego Państwa Podziemnego, powstania warszawskiego oraz o zbrodniach totalitaryzmów nazistowskiego i komunistycznego.
Od stycznia do czerwca 2006 był przewodniczącym rady nadzorczej Polskich Linii Lotniczych LOT. W latach 2002–2006 przewodniczył, a następnie został honorowym przewodniczącym Rady Fundacji Centrum Twórczości Narodowej. Od kwietnia 2009 do śmierci był prezesem honorowym Stowarzyszenia Pracowników, Współpracowników i Przyjaciół Rozgłośni Polskiej Radia Wolna Europa Imienia Jana Nowaka-Jeziorańskiego w Warszawie. Należał do Stowarzyszenia Pisarzy Polskich. Od 2013 do czasu swojej śmierci wchodził w skład Rady Muzeum przy Muzeum Historii Żydów Polskich Polin w Warszawie.
Przewodniczył radzie Polskiego Instytutu Spraw Międzynarodowych. Z funkcji tej zrezygnował 29 sierpnia 2006, protestując w ten sposób przeciwko insynuacjom sformułowanym przez wiceministra obrony narodowej Antoniego Macierewicza, jakoby większość z dotychczasowych ministrów spraw zagranicznych III RP była agentami „sowieckich służb specjalnych”, a także przeciwko brakowi reakcji minister Anny Fotygi na tę wypowiedź.

## Życie prywatne

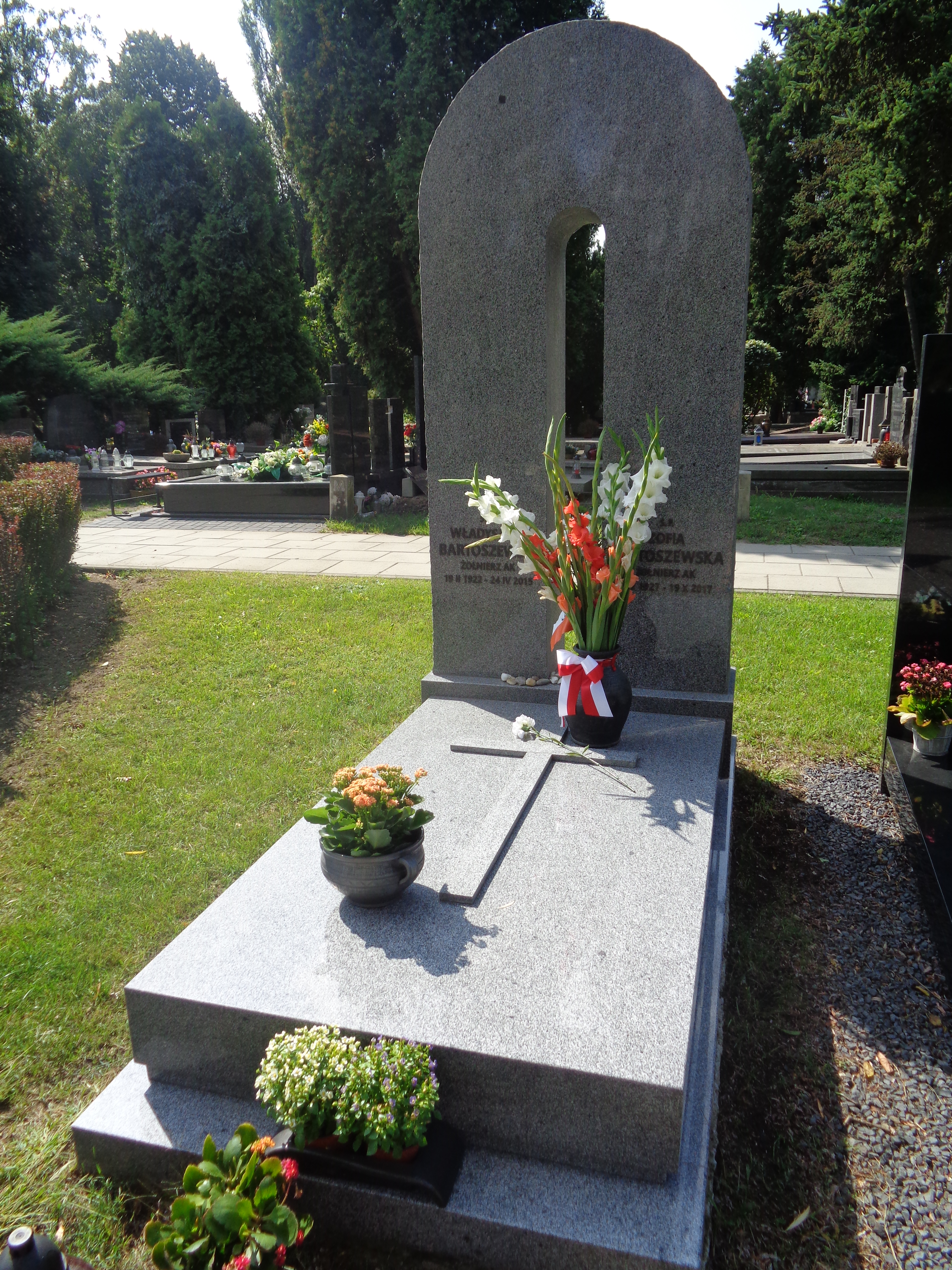
Grób Władysława Bartoszewskiego na Powązkach (2018)

Władysław Bartoszewski był synem Władysława i Beaty z domu Zbiegniewskiej. Z pierwszą żoną Antoniną Mijal-Bartoszewską miał syna Władysława Teofila Bartoszewskiego, którego żoną została Alexandra Richie. Jego drugą żoną była Zofia Bartoszewska, którą poślubił w 1967.
Zmarł 24 kwietnia 2015 w Centralnym Szpitalu Klinicznym MSWiA w Warszawie.
Uroczystości pogrzebowe odbyły się 4 maja 2015 i miały charakter państwowy z udziałem przedstawicieli najwyższych władz państwowych, w tym prezydenta RP Bronisława Komorowskiego. Po mszy w bazylice archikatedralnej św. Jana Chrzciciela w Warszawie Władysław Bartoszewski został pochowany w Alei Zasłużonych na cmentarzu Wojskowym na Powązkach (kwatera FV-tuje-18).

## Publikacje

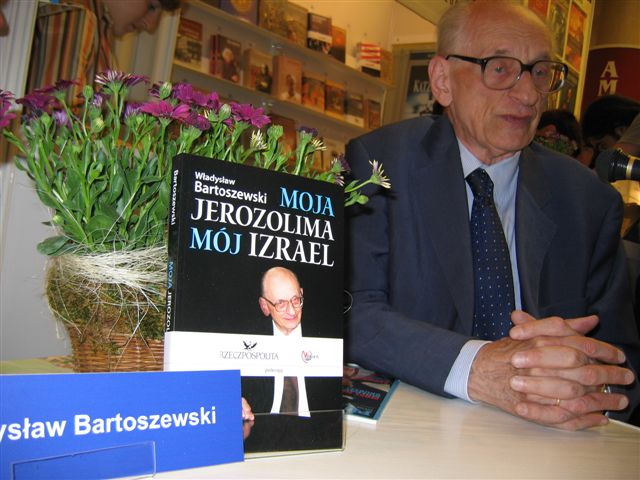
Władysław Bartoszewski promujący książkę Moja Jerozolima, mój Izrael (2005)

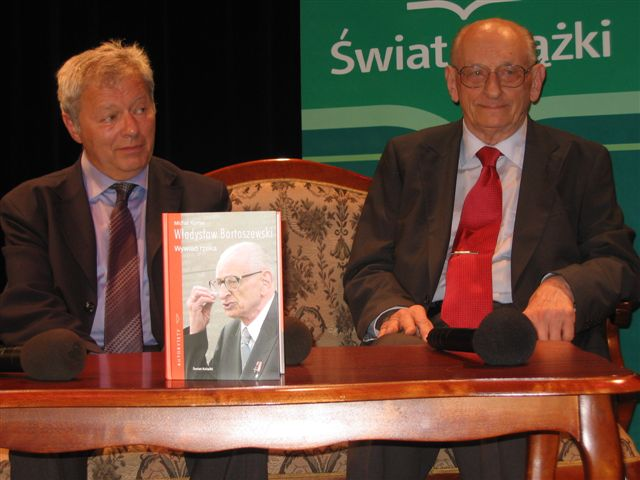
Michał Komar i Władysław Bartoszewski (2006)

Był autorem około 50 książek i prawie 1500 artykułów, głównie na temat okupacji niemieckiej, m.in.:
- Konspiracyjne Varsaviana poetyckie 1939–1944: zarys informacyjny, Warszawa 1962,
- Organizacja małego sabotażu „Wawer” w Warszawie (1940–1944), 1966,
- Die polnische Untergrundpresse in den Jahren 1939 bis 1945, Druckerei und Verlagsanstalt, Konstancja 1967,
- Ten jest z Ojczyzny mojej. Polacy z pomocą Żydom 1939–1945 (oprac. wspólnie z Zofią Lewinówną), Znak, Kraków 1967 i 1969,
- Palmiry, Książka i Wiedza, Warszawa 1969,
- Warszawski pierścień śmierci 1939–1944, Zachodnia Agencja Prasowa, Warszawa 1967, Wydawnictwo Interpress, Warszawa 1970, Świat Książki, Warszawa 2008, ISBN 978-83-247-1242-7, ponadto wydania w języku angielskim 1968 i niemieckim 1970,
- Kronika wydarzeń w Warszawie 1939–1949 (oprac., z Bogdanem Brzezińskim i Leszkiem Moczulskim), Państwowe Wydawnictwo Naukowe, Warszawa 1970,
- Ludność cywilna w Powstaniu Warszawskim. Prasa, druki ulotne i inne publikacje powstańcze (oprac., praca zbiorowa), t. I–III, Państwowy Instytut Wydawniczy, Warszawa 1974,
- 1859 dni Warszawy (szkic wstępny Aleksander Gieysztor, bibliografia prac Władysława Bartoszewskiego – Zofia Steczowicz-Sajderowa, indeks Zofia Bartoszewska), Znak, Kraków 1974, wydanie 2 uzupełnione: Znak, Kraków 1984, ISBN 83-7006-152-4, wydanie 3 poprawione i poszerzone: Znak, Kraków 2008, ISBN 978-83-240-1057-8.
- Polskie Państwo Podziemne 1939–1945 (inauguracyjny wykład TKN wygłoszony w Warszawie 2 listopada 1979, drugi obieg), Niezależna Oficyna Wydawnicza NOWa Warszawa 1979 i 1980, OW „Solidarność” MKZ, Wrocław 1981, Agencja Informacyjna Solidarności Walczącej, Lublin 1985 i inne,
- Doświadczenia lat wojny 1939–1945. Fakty, postawy, refleksje, Znak, Kraków 1982 i 2009, ISBN 978-83-240-1217-6.
- Los Żydów Warszawy 1939–1943. W czterdziestą rocznicę powstania w getcie warszawskim, Puls, Londyn 1983, Bez Cięć, Kraków 1985 (drugi obieg), Międzyzakładowa Struktura „Solidarności”, Warszawa 1985 (drugi obieg), wydanie 2 poprawione i rozszerzone: Puls, Londyn 1988, ISBN 0-907587-38-0, Fakt, Łódź 1989 (drugi obieg),
- Herbst der Hoffnungen: es lohnt sich, anständig zu sein, Herder, Freiburg 1983, ISBN 3-451-19958-0, Herder, Freiburg 1984, ISBN 3-451-19958-0, Herder, Freiburg 1986, ISBN 3-451-19958-0.
- Jesień nadziei: warto być przyzwoitym (tłumaczenie z wydania zachodnioniemieckiego, posłowie Reinholda Lehmanna, drugi obieg), Spotkania, Lublin 1984 i 1986,
- Dni walczącej stolicy. Kronika Powstania Warszawskiego, Aneks, Londyn 1984, Krąg, Warszawa 1984 (drugi obieg), Alfa, Warszawa 1989, ISBN 83-7001-283-3, Świat Książki, Warszawa 2004, ISBN 83-7391-679-2, Świat Książki, Warszawa 2008, ISBN 978-83-247-1202-1.
- Metody i praktyki Bezpieki w pierwszym dziesięcioleciu PRL (pod pseudonimem „Jan Kowalski”, drugi obieg), Grupy Polityczne „Wola” oraz Ogólnopolski Komitet Oporu Robotników „Solidarność”, Warszawa 1985, Biuletyn Łódzki, Łódź 1985, Rota, Kraków 1986 i inne,
- Aus der Geschichte lernen? Aufsätze und Reden zur Kriegs- und Nachkriegsgeschichte Polens (przedmowa Stanisław Lem) Deutscher Taschenbuch Verlag, Monachium 1986,
- Syndykat zbrodni: kartki z dziejów UB i SB w czterdziestoleciu PRL (pod pseudonimem „ZZZ”, wspólnie z Urszulą Doroszewską), Editions Spotkania, Paryż 1986; wydanie II: Editions Spotkania, Warszawa 2016, ISBN 978-83-7965-128-3.
- Na drodze do niepodległości, Editions Spotkania, Paryż 1987, ISBN 2-86914-022-3.
- Polen und Juden in der Zeit der „Endlösung”, Informationszentrum im Dienste der christlich-jüdischen Verständigung, Wiedeń 1990, ISBN 0-919581-32-3.
- Warto być przyzwoitym. Szkic do pamiętnika (drugi obieg), Warszawa, CDN 1988,
- Warto być przyzwoitym. Teksty osobiste i nieosobiste (polskie tłumaczenie książki Herbst der Hoffnungen: es lohnt sich, anständig zu sein), W Drodze, Poznań 1990, ISBN 83-7033-104-1, wydanie 2 zmienione: W Drodze, Poznań 2005, ISBN 83-7033-545-4.
- Ponad podziałami. Wybrane przemówienia i wywiady – lipiec-grudzień 2000, Ministerstwo Spraw Zagranicznych, Warszawa 2001, ISBN 83-907665-7-4.
- Wspólna europejska odpowiedzialność. Wybrane przemówienia i wywiady, styczeń-lipiec 2001, Ministerstwo Spraw Zagranicznych, Warszawa 2001, ISBN 83-915698-1-0.
- Moja Jerozolima, mój Izrael. Władysław Bartoszewski w rozmowie z Joanną Szwedowską (posłowie Andrzej Paczkowski), Rosner i Wspólnicy Warszawa 2005, ISBN 83-89217-66-X.
- Und reiß uns den Hass aus der Seele, Deutsch-Polnischer Verlag, Warszawa 2005, ISBN 83-86653-18-3.
- Władysław Bartoszewski: skąd pan jest? Wywiad rzeka (rozmowy z Michałem Komarem), Świat Książki, Warszawa 2006, ISBN 978-83-247-0441-5.
- Dziennik z internowania. Jaworze 15.12.1981 – 19.04.1982, Świat Książki, Warszawa 2006, ISBN 83-247-0553-8.
- Pisma wybrane 1942–1957, tom I, Universitas, Kraków 2007, ISBN 978-83-242-0698-8.
- Pisma wybrane 1958–1968, tom II, Universitas, Kraków 2007, ISBN 978-83-242-0773-2.
- ...mimo wszystko. Wywiadu rzeki księga druga (rozmowy z Michałem Komarem), Świat Książki, Warszawa 2008, ISBN 978-83-247-0973-1.
- Opuszczeni bohaterowie Powstania Warszawskiego (fotografie Adama Bujaka i Eugeniusza Lokajskiego), Biały Kruk, Kraków 2008, ISBN 978-83-7553-020-9.
- Pisma wybrane 1969–1979, tom III, Universitas, Kraków 2008, ISBN 978-83-242-0984-2.
- Powstanie Warszawskie, Świat Książki, Warszawa 2009, ISBN 978-83-247-1699-9.
- O Niemcach i Polakach. Wspomnienia. Prognozy. Nadzieje, Wydawnictwo Literackie, Kraków 2010, ISBN 978-83-08-04422-3.
- Środowisko naturalne. Korzenie, Świat Książki, Warszawa 2010, ISBN 978-83-247-1293-9.
- Życie trudne, lecz nie nudne. Ze wspomnień Polaka w XX wieku (rozmowy przeprowadził Andrzej Friszke), Znak, Kraków 2010, ISBN 978-83-240-0942-8.
- Mój Auschwitz (rozmowa z Piotrem Cywińskim i Markiem Zającem oraz antologia pierwszych relacji poobozowych), Znak, Kraków 2010, ISBN 978-83-240-1415-6.
- Kropla drąży skałę? Co mówiłem do Niemców i o Niemcach przez ponad pół wieku, Wydawnictwo Naukowe PWN, Warszawa 2011, ISBN 978-83-01-16657-1.
- Pod prąd. Moje środowisko niepokorne 1945–55. Wspomnienia dziennikarza i więźnia (opracował Michał Komar), Wydawnictwo Naukowe PWN, Warszawa 2011, ISBN 978-83-01-16510-9.
- Wiosna jesienią. Październik '56. Moje środowisko niepokorne 1955–63. Marzenia, nadzieje, rzeczywistość (opracował Michał Komar), Wydawnictwo Naukowe PWN, Warszawa 2012, ISBN 978-83-01-16900-8.
- Mój PEN Club, Wydawnictwo Naukowe PWN, Warszawa 2013, ISBN 978-83-7705-268-6.
- Mimo wszystko (opracował Michał Komar; wybór z wydanych wcześniej książek: Władysław Bartoszewski: wywiad rzeka i ...mimo wszystko. Wywiadu rzeki księga druga), Dom Wydawniczy PWN i Agora, Warszawa 2013, ISBN 978-83-7705-412-3.
- Bóg, honor, obczyzna. Przyjaciele znad Jordanu i Tamizy (opracował Michał Komar), Dom Wydawniczy PWN, Warszawa 2014, ISBN 978-83-7705-543-4.
- Kryptonim Bonza: życie jednoznacznie podwójne (opracował Michał Komar), Dom Wydawniczy PWN, Warszawa 2015, ISBN 978-83-7705-444-4.
- Prawda leży tam, gdzie leży (opracował Michał Komar), Dom Wydawniczy PWN, Warszawa 2016, ISBN 978-83-01-18502-2.
- Polacy, Żydzi, okupacja. Fakty, postawy, refleksje (przeprowadzenie i red. wywiadu Bożena Szaynok), Znak, Kraków 2016, ISBN 978-83-240-2044-7.

## Odznaczenia, wyróżnienia i upamiętnienie

### Ordery i odznaczenia
Polskie
- 1944 – Srebrny Krzyż Zasługi z Mieczami[47]
- 1944 – Krzyż Walecznych[47]
- 1963 – Krzyż Kawalerski Orderu Odrodzenia Polski (Rada Państwa)[47]
- 1986 – Krzyż Komandorski z Gwiazdą Orderu Odrodzenia Polski (prezydent RP na uchodźstwie)
- 1995 – Order Orła Białego[48]
- 2015 – Medal pamiątkowy z okazji 70. rocznicy Powstania Warszawskiego[49]
- 2015 – Krzyż Wolności i Solidarności (pośmiertnie)[50]
- Odznaka „Zasłużony Działacz Kultury”[47]

Zagraniczne
- 1991 – Krzyż Komandorski Orderu Zasługi Republiki Federalnej Niemiec[51]
- 1992 – Krzyż Wielki Honorowy Zakonu św. Łazarza z Jerozolimy[51]
- 1992 – Odznaka Honorowa za Naukę i Sztukę I klasy (Austria)[52][51]
- 1995 – Wielka Złota Odznaka Honorowa za Zasługi dla Republiki Austrii[53]
- 1997 – Krzyż Komandorski z Gwiazdą Orderu Zasługi Republiki Federalnej Niemiec[51]
- 1997 – Medal Zasługi Badenii-Wirtembergii[54]
- 2001 – Krzyż Komandorski z Gwiazdą Orderu Zasługi Republiki Węgierskiej[55]
- 2001 – Krzyż Wielki Orderu Zasługi Republiki Federalnej Niemiec
- 2002 – Krzyż Komandorski Orderu Wielkiego Księcia Giedymina (Litwa)[56]
- 2002 – Order Krzyża Ziemi Maryjnej I klasy (Estonia)[57]
- 2006 – Order Świętego Grzegorza Wielkiego (Stolica Apostolska)[58]
- 2009 – Krzyż Komandorski Legii Honorowej (Francja)[59]
- 2012 – Krzyż Wielki Orderu Pro Merito Melitensi (Zakon Maltański)[60]
- 2012 – Order Podwójnego Białego Krzyża II klasy (Słowacja)[61][62]
- 2014 – Komandor Orderu Zasługi Republiki Włoskiej (Włochy)[63]
- 2015 – Bawarski Order Zasługi (pośmiertnie)[64]

### Doktoraty honoris causa
Tytuł doktora honoris causa Władysławowi Bartoszewskiemu nadały:
- Polski Uniwersytet na Obczyźnie w Londynie (1981)[65],
- Hebrew College w Baltimore, Stany Zjednoczone (1984)[65],
- Uniwersytet Wrocławski (1994)[65],
- Uniwersytet w Augsburgu (2001)[65],
- Uniwersytet w Marburgu (2001)[65],
- Uniwersytet Warszawski (2002)[66],
- Uniwersytet Gdański (2005)[67],
- Katolicki Uniwersytet Lubelski Jana Pawła II (2008)[68],
- Uniwersytet Opolski (2008)[69],
- Uniwersytet w Hajfie (2008)[65],
- Uniwersytet Warmińsko-Mazurski w Olsztynie (2009)[65],
- Uniwersytet Łódzki (2009)[65].

### Inne nagrody i wyróżnienia
- 1962 – Nagroda Klubu Krzywego Koła
- 1968 – Nagroda Fundacji Jurzykowskiego w Nowym Jorku
- 1968 – Nagroda tygodnika „Polityka” w dziedzinie najnowszej historii Polski
- 1983 – Nagroda im. Herdera
- 1984 – Dyplom uznania American Jewish Committee w Nowym Jorku
- 1986 – Nagroda Pokojowa Księgarzy Niemieckich
- 1991 – Dyplom honorowego obywatela Państwa Izrael
- 1994 – Dyplom Nagrody Europy Środkowej (Wiedeń)
- 1995 – Dyplom Nagrody św. Wincentego (Chicago)
- 1995 – Nagroda Kisiela
- 1996 – Złoty Medal Stresemanna (Moguncja)
- 1996 – Nagroda im. Heinricha Braunsa, przyznana przez biskupa Essen Huberta Luthe
- 2002 – Nagroda „Internationaler Brückepreis der Europastadt Görlitz/Zgorzelec” (Międzynarodowa Nagroda Mostu Europa-Miasta Zgorzelec/Görlitz)
- 2003 – Nagroda Kustosz Pamięci Narodowej[65]
- 2005 – Złoty Medal „Zasłużony Kulturze Gloria Artis”[70]
- 2007 – Super Wiktor za całokształt osiągnięć
- 2007 – Nagroda Specjalna Lewiatana przyznana przez Konfederację Lewiatan[71]
- 2008 – Nagroda im. Adama Mickiewicza[72]
- 2009 – Odznaka Honorowa „Bene Merito”[73]
- 2009 – Kaiser-Otto-Preis, nagroda przyznawana przez miasto Magdeburg za szczególne zasługi dla pojednania polsko-niemieckiego[74]
- 2009 – Medal 90-lecia ZAiKS-u[75]
- 2010 – Człowiek Roku „Gazety Wyborczej”
- 2011 – Komandoria Missio Reconciliationis
- 2012 – Nagroda Światło Pamięci
- 2013 – Odznaka honorowa „Za Zasługi dla Ochrony Praw Człowieka”
- 2013 – Perła Honorowa Polskiej Gospodarki w kategorii krzewienie polskich tradycji i wartości patriotycznych[76]
- 2014 – Medal za szczególne zasługi dla Meklemburgii-Pomorza Przedniego w zjednoczonej Europie i na świecie[77]
- 2014 – Złoty medal „Labor Omnia Vincit” przyznany przez Towarzystwo im. Hipolita Cegielskiego[78]
- 2015 – Nagroda Polsko-Niemiecka (pośmiertnie)[79] (przyznawana przez ministrów spraw zagranicznych Niemiec i Polski, najważniejsze ówczesne wyróżnienie przyznawane w relacjach polsko-niemieckich)
- Medal „Cordi Poloniae” Konwentu Organizacji Polskich w Niemczech[80]
- Członek honorowy Polskiej Akademii Umiejętności[39]
- Tytuły honorowego obywatela Warszawy, Gdyni, Wrocławia[81], Gdańska, Szczecina, Sopotu, Dolnego Śląska, gminy Oświęcim[82], Krakowa[83], gminy Baranów[84][85], Opola[86]

### Upamiętnienie

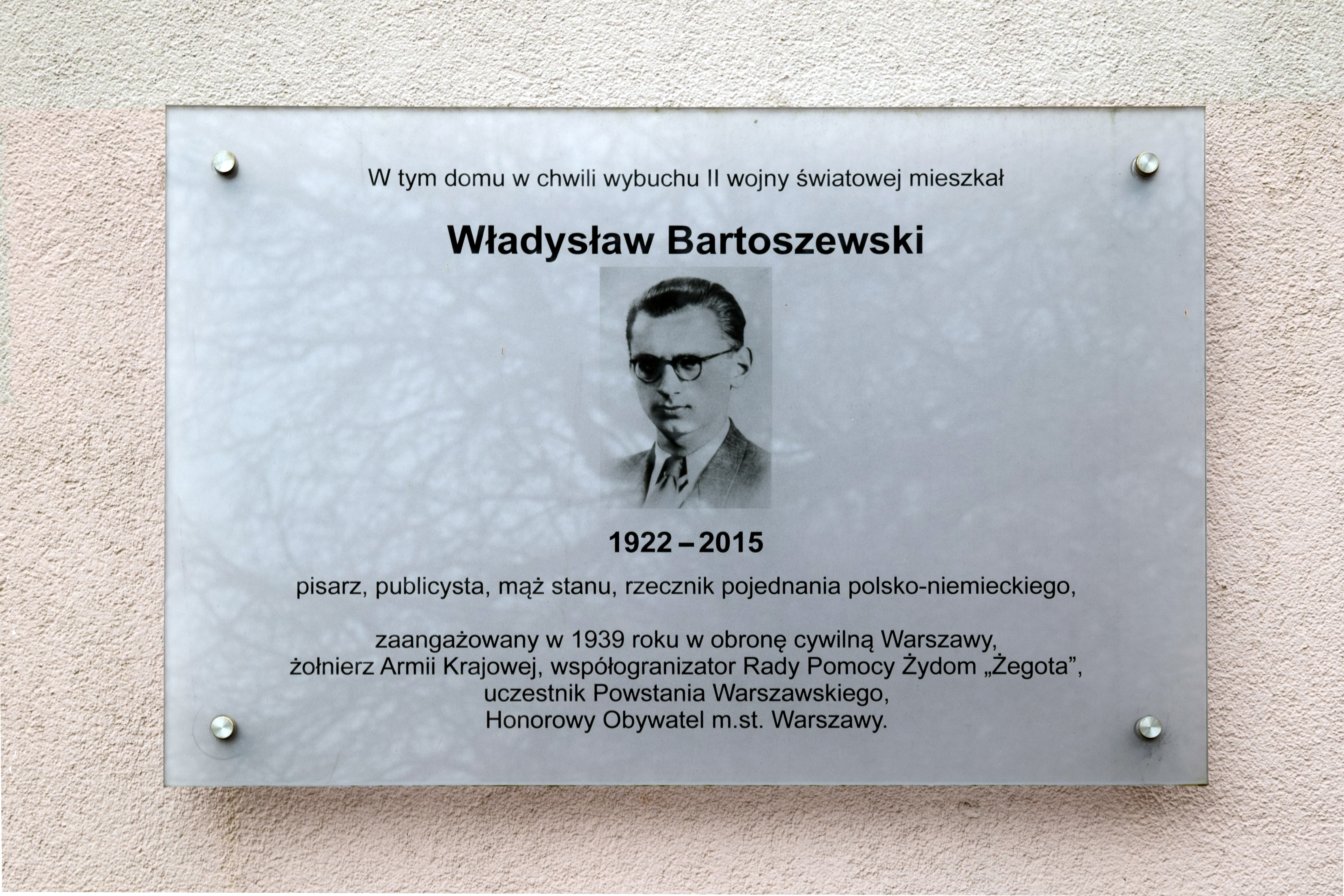
Tablica pamiątkowa na budynku przy ulicy Grójeckiej 104 w Warszawie

Obok Jana Nowaka-Jeziorańskiego został jednym z bohaterów wystawy stałej Misja: Polska w Muzeum „Pana Tadeusza” Zakładu Narodowego im. Ossolińskich.
W 2015 rada miasta w Oświęcimiu nazwała jego imieniem jedną z alei. Odsłonięcie tablicy nastąpiło w przeddzień 71. rocznicy wyzwolenia Auschwitz-Birkenau. W tym samym roku powołano Katedrę Władysława Bartoszewskiego w Collegium Civitas w Warszawie.
W 2016 za zgodą Zofii Bartoszewskiej został patronem Komitetu Obrony Demokracji. W tym samym roku jego imieniem nazwano aleję w Łodzi i ulicę w częstochowskiej dzielnicy Kiedrzyn. Również w 2016 imieniem nazwano skwer przy ul. Ogrodowej na warszawskiej Woli; w miejscu tym w czasie wojny przebiegała ul. Biała, przez którą Żydom zamkniętym w getcie niosła pomoc Rada Pomocy Żydom „Żegota”, w której prace był zaangażowany Władysław Bartoszewski. W 2018 został patronem ronda we Wrocławiu oraz skweru w Krakowie.
W 2020 przed budynkiem Sopot Centrum odsłonięty został pomnik Władysława Bartoszewskiego, zaprojektowany przez Jacka Kicińskiego. W 2021 uchwałą Senatu następny rok ustanowiono Rokiem Władysława Bartoszewskiego. W 2022 został patronem CLXI Liceum Ogólnokształcącego w Warszawie, a także mostu w Białymstoku nad rzeką Białą, na którym nadto postawiono jego pomnik.
W 2015 Poczta Polska wydała upamiętniający go znaczek pocztowy o nominale 1,75 zł.